# 下野村 (広島県)
下野村（しものむら）は、広島県賀茂郡にあった村。現在の竹原市の一部にあたる。

## 地理
- 河川：賀茂川[1]

## 歴史
- 1889年（明治22年）4月1日、町村制の施行により、賀茂郡下野村が単独で村制施行し、下野村が発足[1][2]。
- 1952年（昭和27年）4月1日、賀茂郡竹原町と合併し、竹原町が存続して廃止された[1][2]。

## 産業
- 農業[1]